# 滇象牙参
滇象牙参（学名：Roscoea yunnanensis），为姜科象牙参属下的一个植物种。其种加词 yunnanensis 意为“云南的”。